# 小川環樹
小川 環樹（おがわ たまき、1910年（明治43年）10月3日 - 1993年（平成5年）8月31日）は、日本の中国文学者。京都大学名誉教授。字は「士解」。主著に「唐詩概説」「蘇軾」など初学者向けの啓蒙書や訳書も多数著している。角川書店『新字源』編者の一人。

## 略歴
出生から修学期
1910年、京都府京都市で地質学者・小川琢治の子として生まれた。 第三高等学校で学び、1928年に卒業。京都帝国大学文学部に入学し、1932年年に卒業。その後は同大学大学院に進学した。1934年から1936年にかけて中国に留学。魯迅と周作人兄弟、章太炎、劉半農、郁達夫、銭鍾書ら同時代の文学者らと面識を得た。1938年に大学院を退学した。
東洋史研究者として
1938年、東北帝国大学文学部講師に就いた。1939年に同助教授に昇格。
戦後
1947年に東北大学文学部教授に昇格。1950年、京都大学文学部教授に転じた。1951年に学位論文『元明小説史の研究』を京都大学に提出して文学博士号を取得。1965年から1969年までは、京都大学人文科学研究所教授も兼任した。1967年、吉川幸次郎の後任として京都大学文学部教授となり、中国文学科講座を主任教授として担当した。1974年に京都大学を定年退官し、名誉教授となった。その後は京都産業大学や佛教大学でも講義を担当した。学界では、1989年に日本学士院会員に選出された。

## 業績
専門は中国古典小説。「中国詩人選集」など多数の文学シリーズで編者代表をつとめた。他にも多数の編著があり角川書店で「新字源」など漢和辞典の編集にも参与している。
小川環樹文庫
蔵書は京都産業大学に収蔵され、小川環樹文庫となっている。資料約10,000点の中で、特に約2,300点におよぶ膨大な漢籍資料は6年の歳月を経て整理され、『小川環樹文庫漢籍目録』として刊行されている。

## 家族・親族
- 父：地質学者・小川琢治の四男。
- 長兄：小川芳樹（金属工学・冶金学）。
- 次兄：貝塚茂樹（東洋史学）で共編著がある。
- 三兄：湯川秀樹（物理学、日本人初のノーベル賞受賞者（物理学賞））。

なお、末弟の小川〔疑問有りーノート参照〕滋樹は第二次世界大戦で戦病死している。

## 著書
単著・訳書
- 『唐詩概説』<中国詩人選集 別巻1>岩波書店 1958
  - 新版 1990年
  - 文庫化 岩波文庫 2005年[5]
- 『蘇軾』(中国詩人選集 第2集 5・6) 岩波書店 1962
  - 合本再版『蘇軾』(新修中国詩人選集 6) 岩波書店 1983
- 『宋詩選』<筑摩叢書>筑摩書房 1967
  - 復刊 1985年
  - 文庫化 ちくま学芸文庫  2021年[6]
  - 電子書籍
- 『中国小説史の研究』岩波書店 1968
  - 復刊 1983年
- 『風と雲 中国文学論集』朝日新聞社 1972
- 『老子』中公文庫 1973
  - 改版 1997年
  - 中公クラシックス  2005年[7]
- 『陸游』(中国詩文選 20) 筑摩書房 1974
- 『中国語学研究』創文社(東洋学叢書) 1977
  - 電子書籍 講談社(創文社オンデマンド叢書) 2022年
- 『論語徴』(荻生徂徠全集 3・4) みすず書房 1977-78
  - 平凡社東洋文庫 (全2巻), 1994
- 『談往閑語』筑摩書房, 1987

著作集
- 『小川環樹著作集』(全5巻) 筑摩書房 1997

1. 通説・古代中世文学
2. 唐詩
3. 宋代詩文[8]
4. 近世小説と現代文学
5. 日本文化と中国・随想[9]

- 『小川環樹 中國語學講義』<映日叢書>臨川書店, 2011年[10][11]

共訳書
- 『中国古典詩集Ⅱ 唐詩・宋詩・宋詞』(世界文学大系 7B) 筑摩書房, 1963[12]
  - 新装版『唐宋詩集』(筑摩世界文学大系 8) 筑摩書房 1975年[13]
- 『完訳 三国志（演義）』羅貫中著、金田純一郎共訳、岩波書店, 1983
  - 改訂版 岩波文庫 1988年[14]
  - ワイド版 2011年
- 『三国志 通俗演義』武部利男共編訳、岩波書店 1968
- 『三国志』(上中下) 岩波書店(岩波少年文庫) 1980
  - 改版 2000年
  - 電子書籍、2017年
- 『司馬遷 史記列伝』(世界古典文学全集 20) 今鷹真・福島吉彦共訳、筑摩書房 1969
  - 『司馬遷 史記列伝』岩波文庫 1975
  - ワイド版 2015-2016年
  - 電子書籍 2020年
- 『司馬遷 史記世家』今鷹真・福島吉彦共訳、岩波文庫 1980-1991
- 『王維詩集』都留春雄・入谷仙介共編訳、岩波文庫 1972
- 『李白』アーサー・ウェイリー著、栗山稔共訳、岩波新書 1973
  - 復刊 1988年
  - 改訂復刊 2019年
  - 単行版「評伝選」岩波書店 1994年
- 『蘇東坡集』(中国文明選 2) 山本和義共訳・解説、朝日新聞社 1973
  - 再版 1977年
- 『蘇東坡詩選』山本和義共訳、岩波文庫 1975
- 『蘇東坡詩集』山本和義と編集委員[15]、筑摩書房, 1983-1990
- 『千字文』木田章義共注・解説, 岩波書店 1984
  - 岩波文庫 1997年
  - ワイド版 2001年
- 『呉船録、攬轡録、驂鸞録』范成大著、山本和義補訳・西岡淳解説、平凡社東洋文庫 2001[16]

共編著
- 『漢文入門』西田太一郎共著、岩波書店(岩波全書) 1957
  - 改版 1972年
- 『唐詩選』吉川幸次郎共編、筑摩書房(筑摩叢書) 1973
  - ちくま学芸文庫 1994年[17]
- 『唐代の詩人：その伝記』編者代表、大修館書店 1975
- 『中国の漢字　日本語の世界3』貝塚茂樹共編、中央公論社 1981
- 『中国の散文　中国詩文選1』吉川幸次郎共著、筑摩書房 1984
- 『湯川秀樹著作集6 読書と思索』編・解説、岩波書店 1989
- 『老子・荘子』(世界の名著 4) 責任編集、中央公論社(新版・中公バックス)
  - 改題『諸子百家争鳴』中央公論新社(中公クラシックス・コメンタリィ) 2007 [18]
- 『内藤湖南　日本の名著41』責任編集, 中央公論社, 1971年、のち新版・中公バックス

## 参考資料
- 回想記『東方学回想 Ⅸ 先学を語る〈6〉』（刀水書房、2000年）－弟子達の座談での回想